# John de Jongh
John Percy de Jongh, Jr. (født 13. november 1957 på Sankt Thomas) er en amerikansk politiker fra det Demokratiske parti. Han var den 7. guvernør på de Amerikanske Jomfruøer (tidl. Dansk Vestindien) fra 2007-15.

## Politisk karriere
Jongh var i 2002 første gang kandidat ved valget til guvernørposten på de Amerikanske Jomfruøer, og dengang som uafhængig og ikke medlem af et parti. Han blev senere medlem af det Demokratiske parti og i 2006 vandt han partiets primærvalg og kunne blive demokraternes kandidat ved guvernørvalget senere på året. Her fik han 57 % af stemmerne og vandt over den uafhængige kandidat Kenneth Mapp. Jongh blev taget i ed som guvernør 1. januar 2007, og han blev genvalgt 2. november 2010 sammen med viceguvernør Gregory Francis..